# Pierre Gaspard
Pierre Gaspard (ur. 27 marca 1834 w Saint-Christophe-en-Oisans, zm. 16 stycznia 1915 tamże) – francuski góral z Saint-Christophe-en-Oisans w Alpach Delfinackich, jeden z najwybitniejszych przewodników górskich okresu zdobywczego w Alpach francuskich, znany zwłaszcza z pierwszego wejścia na główny wierzchołek La Meije w grupie górskiej Écrins.
Ojciec Pierre’a nosił nazwisko Hugues, Gaspard było imieniem. Gaspard Hugues pochodził z małej wioski Saint-Georges d’Entraunes w dawnym departamencie Var w Prowansji. Był pasterzem, który na całe lato wyruszał z owcami w daleką drogę na alpejskie pastwiska w dolinie Vénéon w Delfinacie (transhumancja). We wrześniu 1832 r. poślubił mieszkankę wsi Saint-Christophe-en-Oisans i osiadł w tej wsi na stałe. Jego syn otrzymał nazwisko od imienia ojca na skutek zwykłej pomyłki przy wypisywaniu aktu urodzenia.
Pierre Gaspard objął po ojcu gospodarstwo, na które składało się kilka skrawków pola i stado owiec. W wolnych chwilach zajmował się z zamiłowaniem polowaniem na kozice. Poznał przy tym całe otoczenie górnej części doliny Vénéon od Olan i Les Bans na południu przez Ailefroide i Barre des Écrins na wschodzie po La Meije na północy. Posiadał zdolności wspinaczkowe oraz znajomość szczegółów topografii terenu, w tym konfiguracji lodowców.
Już z końcem lat 60. XIX w. prowadził turystów na wycieczki w góry. W 1873 r. przeszedł wysoką lodową przełęcz Col de la Lauze (3512 m n.p.m.), w 1874 r. wszedł na Barre des Écrins. W następnym roku dzięki poparciu W.A. Coolidge’a Stowarzyszenie Turystów Delfinatu (fr. Société des Touristes du Dauphiné) zwróciło się do niego o pomoc w utworzeniu organizacji przewodników alpejskich.
Przełomowym momentem stało się dla P. Gasparda spotkanie w 1876 r. z E. Boileau de Castelnau. Skromny góral tak przypadł do gustu hugenockiemu szlachcicowi z Langwedocji, że ten przedłużył znacznie swój pobyt w górach. Polując na kozice, zaliczyli szereg wspólnych wejść na mniej wybitne szczyty i przełęcze. 21 lipca 1877 r. dokonali wspólnie pierwszego wejścia na Dôme de Neige (4015 m n.p.m.) w masywie Barre des Écrins. Niespełna 4 tygodnie później zdobyli ostatni z wielkich, trudnych i niezdobytych dotąd szczytów alpejskich – Grand Pic de la Meije (3983 m n.p.m.).
Gaspard natychmiast stał się sławny. W następnych latach poświęcił się więc głównie profesji przewodnickiej, dokonując jeszcze ponad trzydziestu pierwszych wejść w grupie górskiej Écrins. Spośród pierwszych dziesięciu wejść na La Meije on prowadził sześć. Nazywany był popularnie Le père Gaspard (Ojczulek Gaspard), jeszcze w wieku 76 lat prowadził zespół na La Meije. Ostatnią wycieczkę poprowadził w wieku blisko 80 lat. Zmarł kilka miesięcy później. Pochowany został na małym cmentarzyku w rodzinnej miejscowości, w otoczeniu gór.
Pierre Gaspard jeszcze za życia był nazywany „królem Alp”. O jego towarzystwo ubiegali się wszyscy wielcy ówczesnego alpinizmu. Spokojny, nawet flegmatyczny, był dobrym partnerem na linie i kompanem na biwaku: potrafił dyskutować na każdy temat, a jego błyskotliwość i wyrafinowane poczucie humoru przeszły do legendy. Pozostawił 15 dzieci, w tym 6 synów (Maximin, Pierre, Casimir, Joseph, Alexandre, Devouassoud), którzy również byli przewodnikami górskimi.

## Ważniejsze pierwsze wejścia
- Dôme de Neige des Écrins (4015 m n.p.m.), 21 lipca 1877 r.;
- Grand Pic de la Meije (3983 m n.p.m.), 16 sierpnia 1877 r.;
- Pic Gaspard (3883 m n.p.m.), 6 lipca 1878 r.;
- L'Olan (3564 m n.p.m.) granią północną, 5 sierpnia 1880 r.;
- Barre des Écrins (4102 m n.p.m.) ścianą południową, 2 września 1880 r.;
- Grand Pic de la Meije (3983 m n.p.m.) granią zachodnią, 2 lipca 1885 r.;
- L'Ailefroide Centrale (3928 m n.p.m.) ścianą południowo-wschodnią, 8 sierpnia 1889 r.;
- Mont Pelvoux – zachodnią ścianą Pointe Durand (3932 m n.p.m.), 10 lipca 1891 r.